# NGC 255
NGC 255 (другие обозначения — MCG −2-3-17, IRAS00452-1144, PGC 2802) — галактика в созвездии Кит.
Этот объект входит в число перечисленных в оригинальной редакции «Нового общего каталога».
Ядро галактики неактивно; эмиссия в линии нейтрального водорода Hα обнаружена в околоядерной области (область эмиссии имеет клочковатую структуру), но не обнаружена в самом ядре.